# Sonos (Verband)
Sonos ist ein Schweizer Dachverband der Gehörlosen- und Hörgeschädigten-Organisationen im Bereich der Fachhilfe und neben dem SGB-FSS teils der Selbsthilfe. Ihr angegliedert sind 44 Vereine.
Er wurde im Jahr 1911 als Schweizerischer Fürsorgeverein für Taubstumme gegründet. Bis Ende 2001 hiess der Gehörlosenverband Schweizerischer Verband für das Gehörlosenwesen SVG. Bis 2018 hatte Sonos seinen Sitz in Zürich, seither in Winterthur.

## Geschichte
Der heute mit dem Namen Sonos bezeichnete Verband wurde 1911 von dem gehörlosen Eugen Sutermeister (1862–1931) in Olten als Schweizerischer Fürsorgeverein für Taubstumme gegründet. Unterschiedliche Organisationen der Selbst- und Fachhilfe im Hörbehindertenwesen schlossen sich bis in die 1970er-Jahre unter seinem Dach zusammen. 1912 wurde der Verband Träger der 1907 von Eugen Sutermeister gegründeten Schweizerischen Taubstummenzeitung. 1920 erfolgte der Anschluss an die neugegründete Vereinigung für Anormale (heute Schweizerische Vereinigung Pro Infirmis). 1925 wurde die Schweizerische Vereinigung für Bildung taubstummer und schwerhöriger Kinder gegründet. 1933 schlossen sich der Schweizerische Fürsorgeverein für Taubstumme und die Schweizerische Vereinigung für Bildung taubstummer und schwerhöriger Kinder zum Schweizerischen Verband für Taubstummenhilfe zusammen. 1954 wurde der Verband Träger der Berufsschule für Hörgeschädigte (BSFH) in Zürich-Oerlikon. 1960 nannte sich der Verband um in Schweizerischer Verband für Taubstummen- und Gehörlosenhilfe, 1977 dann in Schweizerischer Verband für das Gehörlosenwesen, abgekürzt SVG. 
1999 trat der Schweizerische Gehörlosenbund SGB-FSS nach Uneinigkeiten in der Ausrichtung aus dem Verband aus, der SGB-FSS positioniert sich seither als Dachverband für Selbsthilfe-Organisationen, ihr folgten viele Gehörlosenvereine im Bereich der Selbsthilfe (Sport- und Freizeitvereine etc.), während Organisationen der Fachhilfe (Schulen, Beratungsstellen, Kirchen etc.) in der SVG verblieben. 
2002 folgte die Umbenennung in Sonos. Schweizerischer Dachverband für Gehörlosen- und Hörgeschädigten-Organisationen. Der Name leitet sich ab vom lateinischen Wort Sonus (Laut, Ton, Klang). Seit 2018 heisst der Dachverband Sonos Schweizerischer Hörbehindertenverband.

## Heutige Ausrichtung von Sonos
Sonos nimmt vor allem Aufgaben in den Bereichen Arbeit, Barrierefreiheit, Bildung und hörbehindertengerechtes Wohnen, sowie Netzwerkarbeit und Sozialpolitik wahr.
Sonos erhält als Dachverband wie auch der SGB-FSS Staatsbeiträge des Bundesamtes für Sozialversicherung gemäss Art. 74 IVG und leitet diese an Hörbehindertenorganisationen wie beispielsweise Beratungsstellen für hörbehinderte Menschen etc. weiter, die mit Sonos diesbezüglich einen Leistungsvertrag abgeschlossen haben und Dienstleistungen im Bereich der privaten Behindertenhilfe erbringen. 
Zu den Mitgliedern von Sonos zählen die ehemaligen Gehörlosen- heute Sprachheilschulen, stationäre Einrichtungen wie beispielsweise Gehörlosenheime, die Gehörlosenkirchen, die Gehörlosenfachberatungsstellen sowie Einzelorganisationen mit ganz unterschiedlicher Ausrichtung – wie z. B. die Fondation a Cappella, die sich schwergewichtig der Vermittlung der sog. ergänzten Lautsprache widmet.
Sonos hat den Vorsitz in der sozial-politischen Kommission der Hörbehindertenverbände. Sonos bildet zudem zusammen mit dem SGB-FSS den Beirat der Stiftung Procom, die schweizweit Gebärdensprachdolmetscher vermittelt und Telefonvermittlungs- sowie SMS-Dienstleistungen für Gehörlose anbietet. Im Weiteren ist Sonos in der Begleitgruppe im Zusammenhang mit der an der Hochschule für Heilpädagogik angebotenen Bachelor-Ausbildung zum Gebärdensprachdolmetscher und in der Teletextkommission, die sich dafür einsetzt, dass am Fernsehen möglichst viele Sendungen untertitelt ausgestrahlt werden. Sonos unterstützt Forschungsarbeiten wie beispielsweise die Studie an der Hochschule für Angewandte Wissenschaften in Winterthur hinsichtlich der Leseverständlichkeit der untertitelten Sendungen für hörgeschädigte Menschen.
Der Verband Sonos gibt viermal pro Jahr die Zeitschrift Zeichen heraus.

## Mitglieder

### Aufgaben der Gehörlosenkirche und Gehörlosenfachberatungsstellen
1909 wurde mit massgeblicher Hilfe Sutermeisters auch die Zürcher reformierte Gehörlosenkirche gegründet. Gustav Weber war der erste Gehörlosenpfarrer (1962–1934). Auf ihn folgte Jakob Stutz (1875–1970), dann Eduard Kolb (1918–2000). Von 2000 bis 2016 war Marianne Birnstiel (gestorben 2016) als Zürcher Gehörlosenpfarrerin tätig. Die Gehörlosenpfarrer hatten von allem Anfang an auch die Aufgabe, die Gehörlosen im Alltag zu unterstützen. Diese Aufgaben nehmen heute vor allem die sieben Gehörlosenfachstellen wahr, die in Zürich, Basel, Bern, Olten, Schaffhausen, Luzern und St. Gallen domiziliert sind. Träger der Gehörlosenfachstellen sind in der Regel regionale Gehörlosenfürsorgevereine.
Gehörlose Menschen und ihre Angehörigen werden in den Gehörlosenfachstellen zu allen Fragestellungen, mit denen sie in ihrem Leben konfrontiert sind, sei dies im Zusammenhang mit der Erwerbsarbeit (Stellenwechsel, Schwierigkeiten am Arbeitsplatz etc.), Partnerschaft, Kindererziehung, Suchtproblematik, Älterwerden nach Angaben des Vereins fachkundig beraten. Die Gehörlosenfachstellen unterhalten auch ein mannigfaches Angebot an Kursen und Freizeitaktivitäten. Die Hörbehinderung ist in erster Linie eine Kommunikationsbeeinträchtigung und soziale Isolation sind häufig die Folge einer gravierenden Hörschwäche und Gehörlosigkeit. Deshalb ist es so wichtig, dass es für alle hörbehinderten Menschen in allen Lebensaltern adäquate Angebote gibt, mit anderen Menschen zusammen zu sein und der Vereinsamungsgefahr Rechnung zu tragen sowie durch angemessene Förderung, eine möglichst barrierefreie Teilhabe in Schule, Beruf, Freizeit bzw. am sozialen Leben zu ermöglichensowie. Hilfreich für die soziale Eingliederung sind auch einfache Sprachkurse, sinnvoll erscheint die internationale Sprache und die dazugehörige Gebärdensprache Signuno, die auch von Hör- und Sehbehinderten sehr einfach zu erlernen ist.

### Die Berufsfachschule für Lernende mit Hör- und Kommunikationsbehinderung BSFH
Der Verband ist Träger der seit April 1954 bestehenden Berufsfachschule für Lernende mit Hör- und Kommunikationsbehinderung BSFH in Zürich Oerlikon. Rund 240 gehörlose und hörbeeinträchtigte Jugendliche aus der ganzen Deutschschweiz, die eine Berufslehre erhalten, werden heute jährlich an der BSFH unterrichtet. Der Unterricht findet in hörgeschädigtengerechter Form, d. h. in Kleinklassen oder im Einzelunterricht und bei optimalen Licht- und Schallverhältnissen statt.

### Auswirkungen des Cochlea Implants auf zusätzliche Dienstleistungen
Seit Ende der 1980er Jahre spielt das Cochlea-Implantat, CI, für gehörlose und ertaubte Menschen eine immer wichtigere Rolle. Durch Implantation modernster Hörgerätetechnologie wurde es möglich, in die Gehörschnecke einen ganz feinen Draht zu legen, der mit einer Elektrode verbunden ist, die in den Schädelknochen eingepflanzt ist. So können die akustische Signale, die über den äusserlich oberhalb des Ohres getragenen Sprachprozessor wahrgenommen werden, an den Hörnerven als elektrische Impulse weitergeleitet werden. Mit Hilfe des Cochlea Implants können gehörlos geborene Kinder heute bilingual aufwachsen und neben der Gebärdensprache zusätzlich die Lautsprache erlernen. Ebenfalls können ertaubte Menschen so z. B. wieder Vogelgezwitscher akustisch wahrnehmen. Mittlerweile sind in der Schweiz über 2'800 Cochlea-Implantate implantiert, weltweit jährlich ca. 50'000 Implantate.
Dieser Fortschritt im Bereich Medizin und Hörgerätetechnologie hat zu Änderungen im Aufgabenportefeuille von Sonos geführt. Sonos setzt daher einen neuen Schwerpunkt in der Frühförderung, mit den Patronat für die Audiopädagogik oder für das Recht auf Arbeit, mit dem Projekt Employability.